# 寶福紀念館

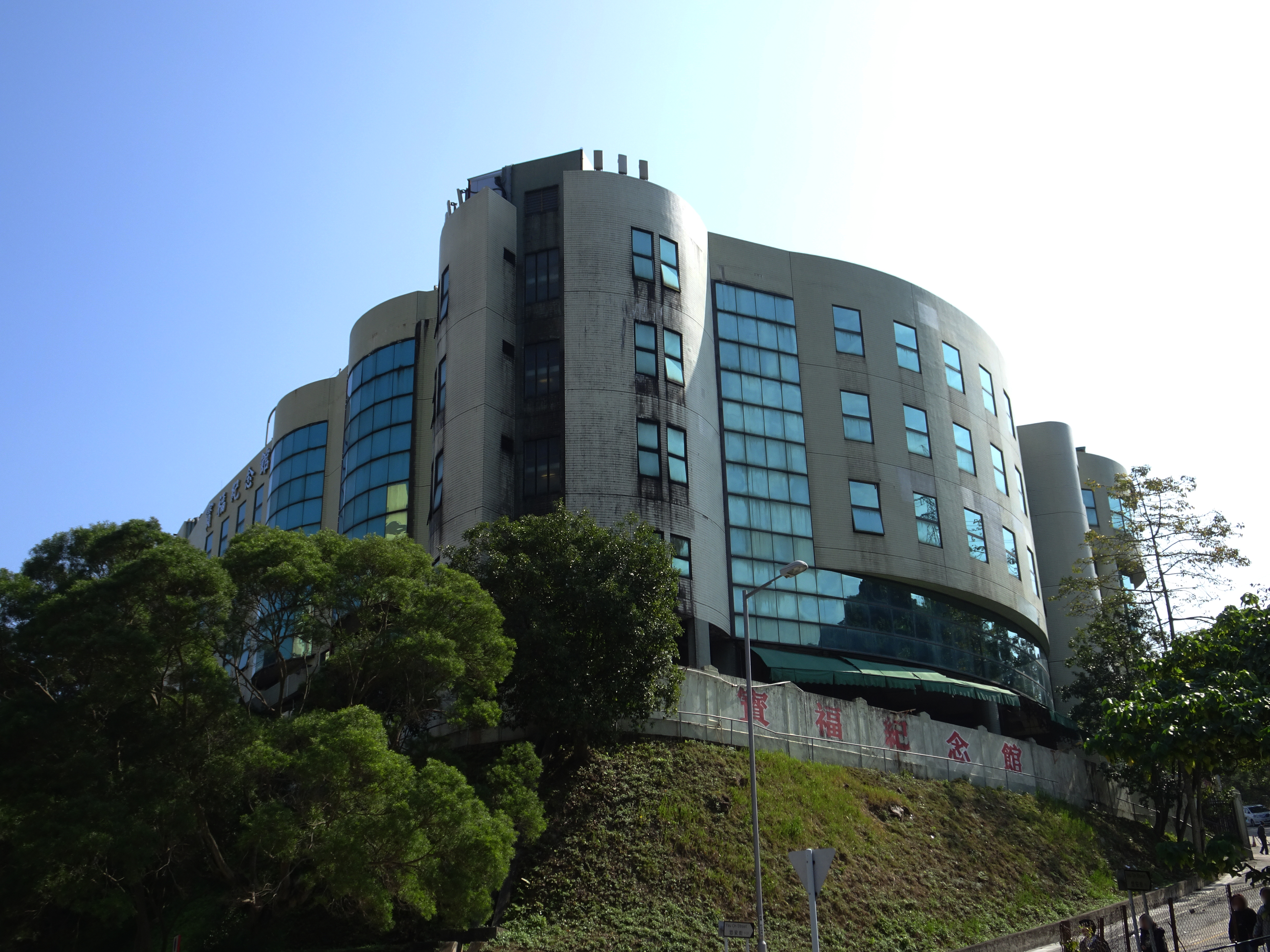
寶福紀念館

寶福紀念館（英語：Po Fook Memorial Hall）是香港的一家殯儀館，位於新界沙田區的大圍富山悠安街1號，1986年由中國海外發展投資籌備（但後來則連同寶福山售予「新殯儀大王」馮成），1990年代中開始建造，並於1996年上半年落成啟用。備有專車從港鐵大圍站來往返寶福紀念館。
寶福紀念館除了提供一般的殯儀服務，以及各種殯儀用品之外，更設有太空葬禮，將骨灰經美國送往太空，這個服務是由美國Celestis公司提供。

## 於寶福紀念館舉行喪禮儀式的香港名人

### 1990年代
1. 林正英 － 香港武打演員，前亞洲電視藝員、香港殭屍片演員（1997年11月）

### 2000年代
1. 謝廷光 － 已故哲學家唐君毅夫人（2000年9月）
2. 冼志偉 － 香港導演，前無綫電視助理編導、前亞洲電視編導及監製（2002年7月）
3. 成奎安 － 香港藝人（2009年8月）

### 2010年代
1. 許冠英 － 香港著名喜劇電影演員、歌手（2011年11月）
2. 陳僖儀 － 香港女歌手（2013年4月）
3. 黎漢持 － 香港藝人（2013年6月）
4. 張家萬 － 無綫資深化妝師（2014年5月）
5. 梁靜雯 － 有線財經資訊台主播（2015年4月）
6. 馮克安 － 資深武打演員（2016年3月）
7. 盧大偉 － 資深藝人（2016年3月）
8. 黃易 － 小說家（2017年5月）
9. 井莉 － 前邵氏女星（2018年1月）
10. 陳瑞臨 － 被虐殺五歲女童（2018年1月）
11. 米奇 － 資深藝人（2018年5月）
12. 林嶺東 － 著名導演（2018年12月）
13. 曾穎欣（銀紙彤） － 網媒《100毛》及《毛記電視》女主播（2019年11月）
14. 周梓樂 － 於反修例事件中死亡的青年（2019年11月）

### 2020年代
1. 錢國偉 － 前無綫電視監製、電影導演（2020年12月）
2. 祝文君 － 無綫電視藝員（2022年3月）
3. 邵國華 － 資深電台節目主持及《YES!》雜誌創辦人（2022年4月）
4. 徐忠信 － 武打演員（2022年11月）
5. 蔡天鳳 － 名媛，被前夫殘殺兼肢解（2023年6月）
6. 孟海 － 武打演員及動作指導（2023年10月）
7. 柳俊江 － 傳媒人，前新聞工作者（2024年1月30日）
8. 黎明詩 －香港女歌手及演員（2024年4月15日）
9. 廖駿雄 －香港演員（2024年6月14日）
10. 鄭偉強 －前無綫高層（2024年8月12日）
11. 李海生 －香港演員、武術指導及武術教練（2024年9月29日）

## 外部連結
- 寶福紀念館 （页面存档备份，存于）
- 寶福紀念館 出殯日程 （页面存档备份，存于）
- 寶福紀念館 交通 （页面存档备份，存于）
- 寶福紀念館 殯儀套餐 （页面存档备份，存于）
- 寶福紀念館 圖片集 （页面存档备份，存于）